# Lenguas momo
Las lenguas momo son un grupo de lenguas de los pastizales habladas en el altiplano occidental de Camerún.
Las lenguas de este grupo son:
meta' (moghamo)–ngamambo, mundani, ngie (mengum), ngoshie, ngwo (basa, konda), njen, amasi
La 16.ª edición Ethnologue añadió el menka, pero es una lengua de los pastizales suroccidentales (Momo occidental).
Blench (2010) señala que hay poca evidencia de que las lenguas momo fomen parte integral de las de los pastizales, como se han clasificado tradicionalmente. (Las antiguas lenguas momo occdientales sí están claramente dentro de la familia de los pastiales). Las otras lenguas momo podrían estar más cerca de las lenguas tivoides, si bien esas similitudes podrían ser resultado del contacto lingüístico.